# Bashkia e Tepelenës
Bashkia e Tepelenës är en kommun i Albanien.   Den ligger i prefekturen Qarku i Gjirokastrës, i den södra delen av landet, 120 kilometer söder om huvudstaden Tirana.
Trakten runt Bashkia e Tepelenës består till största delen av jordbruksmark.  Runt Bashkia e Tepelenës är det ganska glesbefolkat, med 31 invånare per kvadratkilometer.